# 銀腹雞冠胎䲁
銀腹雞冠胎䲁（學名：Cristiceps argyropleura），為輻鰭魚綱䲁形目胎䲁科雞冠胎䲁屬的一個種，分布於印度西太平洋澳洲新南威爾斯至巴斯海峽海域，深度20至60公尺，本魚體延長略側扁，眼上方及鼻孔有觸鬚，從眼睛到嘴後有一條深色條紋，側面有大片銀色斑點，體色棕色、黃色或橙色，第一背鰭較高，背鰭硬棘30-32枚、背鰭軟條6-8枚、臀鰭硬棘2枚、臀鰭軟條22-24枚，體長可達18公分，棲息在沙底質有海藻生長的水域，雌魚產附著性卵，雄魚會守護卵，幼魚為浮游性，生活習性不明。